# Cook (Minnesota)
Pour les articles homonymes, voir Cook.
Cook est une ville dans le comté de Saint Louis dans l'État du Minnesota aux États-Unis.

## Géographie
Selon le bureau du recensement des États-Unis la ville s'étend sur 6,55 km2.

## Démographie
D'après les chiffres obtenus lors du recensement de 2010, la ville est peuplée de 574 personnes. La densité de population est de 226,9 habitants par kilomètre carré. La population de la ville est composée à 92,0 % de blanc, à 0,2 % d'Afro-Américains à 4,9 % d'amérindiens, à 0,2 % d'océaniens et à 0,3 % de personnes d'autres origines.
| 1930 | 1940 | 1950 | 1960 | 1970 |
| ---- | ---- | ---- | ---- | ---- |
| 272  | 470  | 482  | 527  | 687  |

| 1980 | 1990 | 2000 | 2010 | - |
| ---- | ---- | ---- | ---- | - |
| 800  | 680  | 622  | 574  | - |

## Infrastructures
Les routes U.S. Route 53 et Minnesota State Highway 1 sont les deux principaux axes de la ville.